# Coupe de Championnat 1895-96
La Primera División de Bélgica 1895/96 fue la primera temporada de la máxima competición futbolística en Bélgica. Solo existía una liga oficial en el momento, se llamaba Coupe de Championnat (Copa del Campeonato) y se disputó entre 7 equipos.

## Tabla de posiciones
| Pos | Equipo                     | PJ | PG | PE | PP | GF | GC | Pts | DG  | Notas                                 |
| --- | -------------------------- | -- | -- | -- | -- | -- | -- | --- | --- | ------------------------------------- |
| 1   | F.C. Liégeois              | 12 | 9  | 2  | 1  | 32 | 11 | 20  | +21 |                                       |
| 2   | Antwerp F.C.               | 12 | 7  | 0  | 5  | 33 | 13 | 14  | +20 |                                       |
| 3   | Sporting Club de Bruxelles | 12 | 6  | 1  | 5  | 31 | 29 | 13  | +2  |                                       |
| 4   | Léopold Club de Bruxelles  | 12 | 6  | 0  | 6  | 31 | 29 | 12  | +2  |                                       |
| 5   | Racing Club de Bruxelles   | 12 | 6  | 0  | 6  | 32 | 31 | 12  | +1  |                                       |
| 6   | F.C. Brugeois              | 12 | 5  | 1  | 6  | 22 | 22 | 11  | 0   | No participa en la próxima temporada. |
| 7   | Union F.C. d'Ixelles       | 12 | 1  | 0  | 11 | 5  | 51 | 2   | -46 | No participa en la próxima temporada. |

PJ = Partidos jugados; PG = Partidos ganados; PE = Partidos empatados; PP = Partidos perdidos; GF = Goles a favor; GC = Goles en contra; Pts = Puntos; DG = Diferencia de goles